# Nobílior (cognom)
Nobílior (en llatí: Nobilior) era un nom romà de família de la gens Fúlvia, d'origen plebeu.
Aquesta família es deia originàriament Petí (Paetinus) i el primer que va agafar el cognomen de Nobílior va ser Servi Fulvi Petí, que era cònsol l'any 255 aC Amb el canvi volia significar que era més noble que qualsevol altre de la família. Els seus descendents van eliminar el cognom Petí i van conservar només el de Nobílior.